# サンコー鞄
サンコー鞄株式会社（サンコーかばん、英: suncoluggaege Co.,Ltd.）は、かつて愛知県長久手市に本社を置いていた旅行カバンの製造販売をおこなう会社である。1893年（明治26年）創業。2022年（令和4年）11月廃業。

## 概要
1893年（明治26年）桑山彦次郎により愛知県名古屋市白川町（現在の愛知県名古屋市中区）にて創業。旅行鞄を専門に製造を続けた。最初にキャスターやキャリーバーを付け、軽量化製品の開発を得意とすることで知られる。
2022年11月廃業。廃業後は株式会社マツモトが自社ブランド「SUNCO」として旅行鞄の製造販売を行っている。

## 沿革
- 1893年（明治26年）1月 - 創業者桑山彦次郎により、愛知県名古屋市白川町（当時）において、桑山彦次郎商店として個人創業[2][1]。
- 1943年（昭和18年）12月 - 創業者の長男桑山一夫が株式会社を設立し、個人企業より会社組織となる[2][1]。
- 1945年（昭和20年） - 愛知県名古屋市千種区田代本通に工場を建設し一貫した鞄製造を開始[2]。
- 1950年（昭和30年） - ベニヤと布で作られたトランク「二方丸」発売[2]。
- 1961年（昭和36年）4月 - 茅ヶ崎工場を神奈川県茅ヶ崎市に設立[4]。
- 1963年（昭和38年）10月 - 社名をサンコー鞄と改める[2]。
- 1966年（昭和41年）1月 - 愛知県愛知郡長久手村（当時）に本社を新築移転[4]。
- 1971年（昭和46年） - アルミニウムのフレームとABS樹脂のボディを組み合わせたスーツケース「SMR」日本人が非力な為に考案した日本で最初にキャスターを付けた商品を発売[2]。
- 1997年（平成9年） - 日本初となるキャリーバー（プルハンドル）を搭載したスーツケース「WS4D」を発売[2]。
- 2002年（平成14年）8月 - 合弁会社C&S中山三冠皮件有限公司を設立[1]。
- 2004年（平成16年） - アメリカ国土安全保障省の部局である運輸保安庁（TSA）の認可工場・トラベルセントリー社と契約、TSAロック搭載商品の開発を始める[2]。
- 2005年（平成17年） - 日本初となるTSAロック搭載商品「G2TSA」を発売[2]。
- 2006年（平成18年） - ポリカーボネート採用スーツケース軽量、頑丈等、多くの優れた特徴を持つPC（ポリカーボネート樹脂）を発売。
- 2010年（平成22年） - トラベルセントリー社の開始した落し物発見連絡サービスOKOBANを日本導入[5]。
- 2012年（平成24年） - 日本初となる傷がなおるスーツケース「SUPER LIGHTS MG-P」を発売[2]。
- 2013年（平成25年） - 創業120周年。
- 2015年（平成27年） - 愛知県の工場で国内生産するモデル「四季颯」を発売[2]。
- 2017年（平成29年） - 日本初となる抗菌ハンドルスーツケース搭載商品「SUPER LIGHTS MGC」を発売[2]。
- 2022年（令和4年）11月 - 廃業。

## 事業所
- 愛知県本社 / 物流センター：愛知県長久手市前熊寺田18番地の4[1]
- 東京ショールーム / オフィス：東京都台東区柳橋1丁目23番地4号、浅草杉浦ビル3F[1]
- 中国事務所： 中国・広東省中山市三郷鎮第2工業区皇冠路1号、中山皇冠皮件有限公司内[1]

## 関連会社
- C&S中山三冠皮件有限公司（ 中国・広東省中山市）
- 三高有限公司（ 香港）